# 9115 Battisti
9115 Battisti è un asteroide della fascia principale. Scoperto nel 1997, presenta un'orbita caratterizzata da un semiasse maggiore pari a 2,3957976 au e da un'eccentricità di 0,0892050, inclinata di 5,16428° rispetto all'eclittica.
L'asteroide è intitolato al musicista e cantante Lucio Battisti, che viveva nelle vicinanze dell'osservatorio dove l'asteroide è stato scoperto.